# Persone di cognome Russell
| Questa pagina contiene informazioni ricavate automaticamente dalle voci biografiche con l'ausilio del template Bio e di un bot. L'aggiornamento è periodico e automatico e ricostruisce completamente la pagina. Se manca una persona in questa lista, sei pregato di non aggiungerla, ma accertati piuttosto che la sua voce biografica contenga il template Bio e che i dati anagrafici siano correttamente compilati. Se il template Bio manca, inseriscilo tu stesso o, in alternativa, metti l'avviso {{tmp\|Bio}} che ne segnala la mancanza. Se i dati riportati sono sbagliati, correggi direttamente la voce biografica; le modifiche saranno visibili in questa lista entro pochi giorni. Per chiarimenti vedi il progetto antroponimi. La lista contiene solo le 159 persone che sono citate nell'enciclopedia e per le quali è stato implementato correttamente il template Bio. Pagina aggiornata al 23 lug 2025. |

Questa è una lista di persone presenti nell'enciclopedia che hanno il cognome Russell, suddivise per attività principale.

## Allenatori di calcio(4)
- Allan Russell, allenatore di calcio e ex calciatore scozzese (Glasgow, n. 1980)
- Bobby Russell, allenatore di calcio e ex calciatore scozzese (Easterhouse, n. 1957)
- Dave Russell, allenatore di calcio e calciatore scozzese (Dundee, n. 1914 - Birkenhead, † 2000)
- Ian Russell, allenatore di calcio e ex calciatore statunitense (Seattle, n. 1975)

## Allenatori di tennis(1)
- Michael Russell, allenatore di tennis e ex tennista statunitense (Detroit, n. 1978)

## Allevatori(1)
- John Russell, allevatore britannico (Dartmouth, n. 1795 - Swimbridge, † 1883)

## Artisti(1)
- Walter Russell, artista e filosofo statunitense (Boston, n. 1871 - Swannanoa, † 1963)

## Astronomi(2)
- Henry Norris Russell, astronomo statunitense (Oyster Bay, n. 1877 - Princeton, † 1957)
- Kenneth S. Russell, astronomo australiano

## Attiviste(1)
- Dora Russell, attivista e scrittrice britannica (Londra, n. 1894 - Porthcurno, † 1986)

## Attori(10)
- Alex Russell, attore australiano (Brisbane, n. 1987)
- Bing Russell, attore e giocatore di baseball statunitense (Brattleboro, n. 1926 - Thousand Oaks, † 2003)
- Clive Russell, attore britannico (Reeth, n. 1945)
- Craig Russell, attore e cantante canadese (Toronto, n. 1948 - Toronto, † 1990)
- Gary Russell, attore, regista e sceneggiatore britannico (Maidenhead, n. 1963)
- Grayson Russell, attore statunitense (Clanton, n. 1998)
- Harold Russell, attore e militare canadese (North Sydney, n. 1914 - Needham, † 2002)
- John Russell, attore e militare statunitense (Los Angeles, n. 1921 - Los Angeles, † 1991)
- Kurt Russell, attore statunitense (Springfield, n. 1951)
- William Russell, attore, regista e sceneggiatore statunitense (New York, n. 1884 - Beverly Hills, † 1929)

## Attrici(9)
- Rosalind Russell, attrice statunitense (Waterbury, n. 1907 - Beverly Hills, † 1976)
- Anna Russell, attrice, cantante e comica inglese (Maida Vale, n. 1911 - Rosedale, † 2006)
- Betsy Russell, attrice statunitense (San Diego, n. 1963)
- Danielle Rose Russell, attrice statunitense (Pequannock, n. 1999)
- Gail Russell, attrice statunitense (Chicago, n. 1924 - Los Angeles, † 1961)
- Jane Russell, attrice e modella statunitense (Bemidji, n. 1921 - Santa Maria, † 2011)
- Keri Russell, attrice statunitense (Fountain Valley, n. 1976)
- Nita Russell, attrice britannica (Londra)
- Theresa Russell, attrice statunitense (San Diego, n. 1957)

## Attrici pornografiche(1)
- Naomi Russell, ex attrice pornografica statunitense (Los Angeles, n. 1983)

## Attrici teatrali(1)
- Jenna Russell, attrice teatrale e cantante britannica (Paddington, n. 1967)

## Calciatori(8)
- Andy Russell, calciatore inglese (Southampton, n. 1987)
- Antwan Russell, calciatore bermudiano (Hamilton, n. 1986)
- Colin Russell, ex calciatore inglese (Liverpool, n. 1961)
- Darel Russell, ex calciatore inglese (Mile End, n. 1980)
- Johnny Russell, calciatore scozzese (Glasgow, n. 1990)
- Jon Russell, calciatore giamaicano (Hounslow, n. 2000)
- Robbie Russell, ex calciatore statunitense (Accra, n. 1979)
- Seán Russell, calciatore irlandese (n. 1993)

## Cantanti(4)
- Alice Russell, cantante britannica (Suffolk, n. 1975)
- Catherine Russell, cantante statunitense (New York, n. 1956)
- Jack Russell, cantante statunitense (Montebello, n. 1960 - † 2024)
- Paul Russell, cantante e rapper statunitense (Atlanta, n. 1997)

## Cantautori(3)
- Bobby Russell, cantautore statunitense (Nashville, n. 1940 - † 1992)
- Graham Russell, cantautore e chitarrista britannico (Arnold, n. 1950)
- Tom Russell, cantautore statunitense (Los Angeles)

## Cantautrici(1)
- Brenda Russell, cantautrice e pianista statunitense (Brooklyn, n. 1949)

## Cestiste(2)
- Mercedes Russell, cestista statunitense (Springfield, n. 1995)
- Merissah Russell, cestista canadese (Ottawa, n. 2002)

## Cestisti(13)
- Campy Russell, ex cestista statunitense (Jackson, n. 1952)
- D'Angelo Russell, cestista statunitense (Louisville, n. 1996)
- Honey Russell, cestista, allenatore di pallacanestro e giocatore di football americano statunitense (Brooklyn, n. 1902 - Livingston, † 1973)
- Jamie Russell, ex cestista canadese (Niagara Falls, n. 1952)
- Mike Russell, ex cestista statunitense (Buffalo, n. 1956)
- Bill Russell, cestista, allenatore di pallacanestro e dirigente sportivo statunitense (Monroe, n. 1934 - Mercer Island, † 2022)
- Bryon Russell, ex cestista statunitense (San Bernardino, n. 1970)
- Cazzie Russell, ex cestista e allenatore di pallacanestro statunitense (Chicago, n. 1944)
- Daron Russell, cestista statunitense (Filadelfia, n. 1998)
- David Russell, ex cestista statunitense (New York, n. 1960)
- DeWayne Russell, cestista statunitense (Peoria, n. 1994)
- Frank Russell, cestista statunitense (Pontiac, n. 1949 - † 2021)
- Pierre Russell, cestista statunitense (Kansas City, n. 1949 - Kansas City, † 1995)

## Chitarristi(1)
- David Russell, chitarrista scozzese (Glasgow, n. 1953)

## Clarinettisti(1)
- Pee Wee Russell, clarinettista e sassofonista statunitense (Maplewood, n. 1906 - Alexandria, † 1969)

## Compositori(1)
- Larry Russell, compositore statunitense (n. 1913 - Los Angeles, † 1954)

## Conduttori televisivi(1)
- Bob Russell, conduttore televisivo statunitense (Passaic, n. 1908 - Sarasota, † 1998)

## Contrabbassisti(1)
- Curley Russell, contrabbassista statunitense (New York, n. 1917 - New York, † 1986)

## Criminali(1)
- Steven Jay Russell, criminale e truffatore statunitense (Virginia Beach, n. 1957)

## Diplomatici(1)
- Odo Russell, I Barone Ampthill, diplomatico inglese (n. 1829 - † 1884)

## Direttori della fotografia(1)
- John L. Russell, direttore della fotografia statunitense (New York, n. 1905 - Los Angeles, † 1967)

## Disc jockey(1)
- Sister Nancy, disc jockey e cantante giamaicana (Kingston, n. 1962)

## Drammaturghi(1)
- Willy Russell, drammaturgo, paroliere e compositore britannico (Whiston, n. 1947)

## Fondiste(1)
- Annemari Sandell-Hyvärinen, ex fondista finlandese (Kalanti, n. 1977)

## Fumettisti(1)
- P. Craig Russell, fumettista e illustratore statunitense (Wellsville, n. 1951)

## Giocatori di baseball(1)
- Addison Russell, giocatore di baseball statunitense (Pensacola, n. 1994)

## Giocatori di football americano(7)
- Brady Russell, giocatore di football americano statunitense (Camp Pendleton, n. 1998)
- Andy Russell, giocatore di football americano statunitense (Detroit, n. 1946 - † 2024)
- Dontavius Russell, giocatore di football americano statunitense (Carrollton, n. 1995)
- Gary Russell, giocatore di football americano statunitense (Columbus, n. 1986)
- JaMarcus Russell, ex giocatore di football americano statunitense (Mobile, n. 1985)
- KeiVarae Russell, giocatore di football americano statunitense (Everett, n. 1993)
- Leonard Russell, ex giocatore di football americano statunitense (Long Beach, n. 1969)

## Giornalisti(1)
- William Howard Russell, giornalista irlandese (Dublino, n. 1820 - Londra, † 1907)

## Informatici(1)
- Steve Russell, informatico statunitense (Hartford, n. 1937)

## Magistrati(1)
- Edward Russell, II Barone di Liverpool, giudice, storico e scrittore britannico (Liverpool, n. 1895 - Liverpool, † 1981)

## Militari(2)
- Brandon Russell, militare e terrorista statunitense (Florida, n. 1995)
- Nelson Russell, militare britannico (Lisburn, n. 1897 - Newcastle, † 1971)

## Modelle(1)
- Cameron Russell, supermodella statunitense (Cambridge, n. 1987)

## Naturalisti(1)
- Hastings Russell, XII duca di Bedford, naturalista, ornitologo e politico inglese (n. 1888 - † 1953)

## Nobildonne(2)
- Anne Russell, nobildonna inglese (n. 1548 - Northaw, † 1604)
- Caroline Russell, nobildonna inglese (Londra, n. 1743 - Blenheim Palace, † 1811)

## Nobili(7)
- Andrew Russell, XV duca di Bedford, nobile inglese (Londra, n. 1962)
- Bertrand Russell, nobile, filosofo e logico britannico (Trellech, n. 1872 - Penrhyndeudraeth, † 1970)
- Edward Russell, III conte di Bedford, nobile inglese (n. 1572 - Moor Park, † 1627)
- Edward Russell, XXVI barone de Clifford, nobile britannico (Londra, n. 1907 - Silvington, † 1982)
- Francis Russell, II conte di Bedford, nobile e politico inglese (n. 1527 - Londra, † 1585)
- Robin Russell, XIV duca di Bedford, nobile inglese (Londra, n. 1940 - Londra, † 2003)
- William Russell, I duca di Bedford, nobile, militare e politico inglese (Londra, n. 1616 - Londra, † 1700)

## Nuotatori(1)
- Douglas Russell, ex nuotatore statunitense (Midland, n. 1947)

## Nuotatrici(1)
- Kathleen Russell, nuotatrice sudafricana (n. 1912 - Johannesburg, † 1992)

## Ostacoliste(2)
- Janieve Russell, ostacolista e velocista giamaicana (Manchester, n. 1993)
- Masai Russell, ostacolista statunitense (Washington, n. 2000)

## Paleontologi(1)
- Dale Russell, paleontologo canadese (San Francisco, n. 1937 - † 2019)

## Pallavolisti(3)
- Aaron Russell, pallavolista statunitense (Baltimora, n. 1993)
- Kyle Russell, pallavolista statunitense (Sacramento, n. 1993)
- Peter Russell, ex pallavolista statunitense (Baltimora, n. 1992)

## Pianisti(1)
- George Russell, pianista, compositore e teorico della musica statunitense (Cincinnati, n. 1923 - Boston, † 2009)

## Piloti automobilistici(1)
- George Russell, pilota automobilistico britannico (King's Lynn, n. 1998)

## Piloti motociclistici(1)
- Scott Russell, pilota motociclistico statunitense (East Point, n. 1964)

## Pittori(3)
- Charles Marion Russell, pittore statunitense (Saint Louis, n. 1864 - Great Falls, † 1926)
- John Peter Russell, pittore australiano (Sydney, n. 1858 - Sydney, † 1930)
- Morgan Russell, pittore statunitense (New York, n. 1886 - Broomall, † 1953)

## Politici(16)
- Francis Russell, marchese di Tavistock, politico britannico (Armagh, n. 1739 - Woburn, † 1767)
- Francis Russell, IV conte di Bedford, politico inglese (n. 1593 - † 1641)
- Francis Russell, V duca di Bedford, politico britannico (Woburn, n. 1765 - Woburn, † 1802)
- Francis Russell, VII duca di Bedford, politico britannico (n. 1788 - † 1861)
- Francis Russell, IX duca di Bedford, politico e agronomo britannico (Londra, n. 1819 - Londra, † 1891)
- George Russell, politico e militare inglese (n. 1790 - † 1846)
- George Russell, X duca di Bedford, politico inglese (n. 1852 - Londra, † 1893)
- Herbrand Russell, XI duca di Bedford, politico inglese (n. 1858 - † 1940)
- John Russell, I conte di Russell, politico inglese (Londra, n. 1792 - † 1878)
- John Russell, IV duca di Bedford, politico britannico (Londra, n. 1710 - Woburn, † 1771)
- John Russell, I conte di Bedford, politico e nobile inglese (n. 1485 - † 1555)
- John Russell, VI duca di Bedford, politico inglese (Woburn, n. 1766 - † 1839)
- Michael Russell, politico scozzese (Bromley, n. 1953)
- Steve Russell, politico e militare statunitense (Oklahoma City, n. 1963)
- William Russell, politico inglese (n. 1639 - Londra, † 1683)
- William Russell, VIII duca di Bedford, politico inglese (n. 1809 - Londra, † 1872)

## Predicatori(1)
- Charles Taze Russell, predicatore statunitense (Pittsburgh, n. 1852 - Pampa, † 1916)

## Presbiteri(1)
- Charles William Russell, presbitero e saggista irlandese (Killough, n. 1812 - Dublino, † 1880)

## Registi(6)
- Ken Russell, regista e sceneggiatore britannico (Southampton, n. 1927 - Lymington, † 2011)
- Ben Russell, regista statunitense (Springfield, n. 1976)
- Chuck Russell, regista, sceneggiatore e produttore cinematografico statunitense (Highland Park, n. 1958)
- David O. Russell, regista e sceneggiatore statunitense (New York, n. 1958)
- Jay Russell, regista statunitense (North Little Rock, n. 1960)
- William D. Russell, regista statunitense (Indianapolis, n. 1908 - Los Angeles, † 1968)

## Rugbisti a 15(1)
- Finn Russell, rugbista a 15 britannico (Bridge of Allan, n. 1992)

## Schermidori(1)
- Robert Russell, schermidore statunitense (Detroit, n. 1934 - Vineyard Haven, † 1999)

## Sciatrici alpine(1)
- Molly Russell, ex sciatrice alpina statunitense (n. 1981)

## Scrittori(5)
- George William Russell, scrittore e pittore irlandese (Lurgan, n. 1867 - Bournemouth, † 1935)
- John Russell, scrittore e sceneggiatore statunitense (Davenport, n. 1885 - Santa Monica, † 1956)
- Ian Russell, XIII duca di Bedford, scrittore inglese (n. 1917 - Santa Fe, † 2002)
- Mark Russell, scrittore e fumettista statunitense (Springfield, n. 1971)
- Sean Russell, scrittore canadese (Toronto, n. 1952)

## Scrittori di fantascienza(1)
- Eric Frank Russell, autore di fantascienza britannico (Sandhurst, n. 1905 - Liverpool, † 1978)

## Scrittrici(1)
- Karen Russell, scrittrice statunitense (Miami, n. 1981)

## Siepisti(1)
- Arthur Russell, siepista britannico (Walsall, n. 1886 - Walsall, † 1972)

## Soprani(1)
- Lillian Russell, soprano e attrice statunitense (Clinton, n. 1860 - Pittsburgh, † 1922)

## Stiliste(1)
- Bibi Russell, stilista bangladese (Chittagong, n. 1950)

## Tenniste(1)
- Jennifer Russell, ex tennista statunitense (n. 1978)

## Tennisti(1)
- Alejo Russell, tennista argentino (Córdoba, n. 1916 - Bayonne, † 1977)

## Tuffatori(1)
- Keith Russell, tuffatore statunitense (Mesa, n. 1948)

## Velociste(2)
- Carrie Russell, velocista e bobbista giamaicana (n. 1990)
- Kathleen Russell, velocista e lunghista giamaicana (n. 1927 - Kingston, † 1969)

## Velocisti(2)
- Alonzo Russell, velocista bahamense (Freeport, n. 1992)
- Henry Russell, velocista statunitense (Buffalo, n. 1904 - West Chester, † 1986)

## Violoncellisti(1)
- Arthur Russell, violoncellista, cantante e compositore statunitense (Oskaloosa, n. 1951 - New York, † 1992)

## Wrestler(2)
- Savannah Jack, wrestler statunitense (Saint Paul, n. 1948 - Minneapolis, † 2012)
- Sensational Sherri, wrestler statunitense (Birmingham, n. 1958 - Birmingham, † 2007)